# Souleymane Sané
Souleymane Sané (ur. 26 lutego 1961 w Dakarze) – senegalski piłkarz występujący na pozycji napastnika.

## Kariera klubowa
Sané jest synem senegalskiego dyplomaty. W wieku czterech lat przeprowadził się z rodziną do Francji. Karierę piłkarza rozpoczął na poziomie amatorskim, w zespole CA Vitry. W sezonie 1981/1982 był graczem trzecioligowego ES Viry-Châtillon. W 1982 roku został skierowany do odbycia służby wojskowej w Niemczech. Tam kontynuował karierę w klubie FV Donaueschingen, grającym w szóstej lidze. Następnie był wypożyczony do francuskiego Blagnac FC, a w 1984 roku wrócił do Donaueschingen, występującego już w czwartej lidze.
W 1985 roku został zawodnikiem klubu SC Freiburg z 2. Bundesligi. W sezonie 1987/1988 z 21 bramkami został królem strzelców tych rozgrywek. W 1988 roku przeszedł do 1. FC Nürnberg, grającego w Bundeslidze. Zadebiutował w niej 23 lipca 1988 w wygranym 1:0 meczu z FC St. Pauli, zaś 13 sierpnia 1988 w przegranym 2:3 spotkaniu z Bayerem Uerdingen strzelił swojego pierwszego gola w Bundeslidze. Graczem Nürnberg był do 1990 roku, a następnie do 1994 roku reprezentował barwy ligowego rywala, zespołu SG Wattenscheid 09.
Kolejnym klubem Sané był austriacki FC Tirol Innsbruck. Swój pierwszy mecz w Bundeslidze rozegrał 3 sierpnia 1994 przeciwko FC Linz (3:0) i zdobył wówczas bramkę. W sezonie 1994/1995 z 20 golami został królem strzelców Bundesligi. W styczniu 1996 odszedł do szwajcarskiego Lausanne Sports, występującego w Nationallidze A. Jego barwy reprezentował do października 1997, po czym wrócił do SG Wattenscheid 09, grającego już w 2. Bundeslidze. Po spadku z tej ligi w sezonie 1998/1999, odszedł do austriackiego LASK Linz (Bundesliga), w którym spędził sezon 1999/2000.
Następnie był zawodnikiem szwajcarskiego trzecioligowca, FC Schaffhausen. W 2001 roku zakończył tam karierę.

## Statystyki
| Rozgrywki             | Poziom | Kraj       | Mecze | Bramki |
| --------------------- | ------ | ---------- | ----- | ------ |
| Bundesliga            | I      | Niemcy     | 174   | 51     |
| 2. Bundesliga         | II     | Niemcy     | 152   | 65     |
| Bundesliga            | I      | Austria    | 58    | 23     |
| Nationalliga A        | I      | Szwajcaria | 57    | 27     |
| Puchar UEFA           | –      | –          | 7     | 3      |
| Puchar Intertoto UEFA | –      | –          | 2     | 0      |

## Kariera reprezentacyjna
W reprezentacji Senegalu Sané grał w latach 1990–1997. W 1990 roku znalazł się w drużynie na Puchar Narodów Afryki. Rozegrał na nim dwa spotkania: z Kenią (0:0) i Kamerunem (2:0), a Senegal zajął 4. miejsce w turnieju.
W 1992 roku ponownie został powołany do kadry na Puchar Narodów Afryki, zakończony przez Senegal na ćwierćfinale. Zagrał na nim w meczach z Nigerią (1:2), Kenią (3:0; gol) i Kamerunem (0:1).
W 1994 roku po raz trzeci wziął udział w Pucharze Narodów Afryki. Wystąpił na nim w spotkaniach z Gwineą (2:1), Ghaną (0:1) i Zambią (0:1), zaś Senegal ponownie odpadł z turnieju w ćwierćfinale.

## Życie prywatne
Sané jest mężem niemieckiej gimnastyczki, Reginy Weber i ma z nią trzech synów. Jednym z nich jest Leroy Sané, również piłkarz, reprezentant Niemiec.